# Liste der Kulturgüter in Diessbach bei Büren
Die Liste der Kulturgüter in Diessbach bei Büren enthält alle Objekte in der Gemeinde Diessbach bei Büren im Kanton Bern, die gemäss der Haager Konvention zum Schutz von Kulturgut bei bewaffneten Konflikten, dem Bundesgesetz vom 20. Juni 2014 über den Schutz der Kulturgüter bei bewaffneten Konflikten sowie der Verordnung vom 29. Oktober 2014 über den Schutz der Kulturgüter bei bewaffneten Konflikten unter Schutz stehen.
Objekte der Kategorie A sind im Gemeindegebiet nicht ausgewiesen, Objekte der Kategorie B sind vollständig in der Liste enthalten, Objekte der Kategorie C fehlen zurzeit (Stand: 9. Februar 2024). Unter übrige Baudenkmäler sind geschützte Objekte zu finden, die im Bauinventar des Kantons Bern als «schützenswert» verzeichnet sind.

## Kulturgüter
| Foto |                                                                              | Objekt                                            | Kat. | Typ | Standort                            | Beschreibung |
| ---- | ---------------------------------------------------------------------------- | ------------------------------------------------- | ---- | --- | ----------------------------------- | --- |
| ja   | Datei hochladen · Wikidata zu Alte Oele (Q29652061)                          | Alte Oele KGS-Nr.: 00871                          | B    | G   | Dorfstrasse 32 594128 / 217475      | 1820 erbautes Bauernhaus mit Fruchtreibe. Grossvolumiger Fachwerkbau über dem Keller eines älteren, abgebrannten Hauses. Ostseitig stattliche Ründe mit Laube auf gezopften und gestabten Bügen sowie farblich akzentuierte Fensterbänke und Bundbalken. Mit dem Wasser des östlich vorbeiführenden Ölibaches wurde bis 1959 über das gedeckte Mühlrad der Mahlraum im Untergeschoss betrieben.                                                                                          |
| ja   | Datei hochladen · Wikidata zu Reformiertes Pfarrhaus mit Scheune (Q29652063) | Reformiertes Pfarrhaus mit Scheune KGS-Nr.: 00872 | B    | G   | Dorfstrasse 31, 31a 594155 / 217515 | Das 1710 erbaute Pfarrhaus ist ein ausgewogen gegliedertes Gebäude im Stil einer bernischen Campagne. Der Massivbau mit aufgemalter Eckquaderung zählt unter dem stark ausladendem Mansart-Walmdach 5×3 Achsen. Das weiss verputzte Erdgeschoss kontrastiert mit dem dunkel gehaltenen Obergeschoss. Nebenan steht die Pfrundscheune von 1810, ein stattliches, gemischt konstruiertes Ökonomiegebäude mit mittelständigem Tenn und geknicktem Viertelwalmdach auf Freibundkonstruktion. |

## Übrige Baudenkmäler
Hinweis: Anstelle der KGS-Nummer wird als Objekt-Identifikator (ID) die Grundstücksnummer verwendet.
| ID  | Foto |                                                                              | Objekt                                                | Typ | Standort                               | Beschreibung |
| --- | ---- | ---------------------------------------------------------------------------- | ----------------------------------------------------- | --- | -------------------------------------- | --- |
| 3   | ja   | Datei hochladen · Wikidata zu Reformiertes Pfarrhaus mit Scheune (Q29652063) | Pfarrhaus (1710)                                      | G   | Dorfstrasse 31 594159 / 217516         | Pfarrhaus von 1710, ein ausgewogen gegliedertes Gebäude im Stil einer bernischen Campagne. Der Massivbau mit aufgemalter Eckquaderung zählt unter dem stark ausladendem Mansart-Walmdach 5×3 Achsen. Das weiss verputzte Erdgeschoss kontrastiert mit dem dunkel gehaltenen Obergeschoss. |
| 3   | ja   | Datei hochladen · Wikidata zu Scheune (Q124464993)                           | Ehemalige Pfrundscheune / Heute Pfarreizentrum (1810) | G   | Dorfstrasse 31a 594151 / 217540        | Pfrundscheune von 1810, ein stattliches, gemischt konstruiertes Ökonomiegebäude mit mittelständigem Tenn und geknicktem Viertelwalmdach auf Freibundkonstruktion. |
| 3   | ja   | Datei hochladen                                                              | Pfrundspeicher mit Ofen- und Waschhaus (1880)         | G   | Dorfstrasse 31b 594171 / 217539        | |
| 4   | ja   | Datei hochladen                                                              | Dorfbrunnen (1784)                                    | K   | Dorfstrasse N.N. 594100 / 217513       | |
| 16  | ja   | Datei hochladen                                                              | Primarschulhaus (1939–1942)                           | G   | Schmiedgasse 2 594125 / 217562         | |
| 71  | ja   | Datei hochladen · Wikidata zu Reformierte Kirche (Q55412475)                 | Reformierte Kirche (1858/59)                          | G   | Kirchgässli 1 594185 / 217487          | |
| 75  | ja   | Datei hochladen                                                              | Käserei (1908/09)                                     | G   | Käsereiplatz 1 594182 / 217422         | |
| 80  | ja   | Datei hochladen                                                              | Bauernhaus (1833)                                     | G   | Dorfstrasse 35 594222 / 217511         | |
| 254 | ja   | Datei hochladen                                                              | Ehemalige Schmiede (1813)                             | G   | Bettiweg 2 594163 / 217466             | |
| 303 | ja   | Datei hochladen                                                              | Bauernhaus (letztes Drittel 19. Jh.)                  | G   | Laugnen 2 593863 / 217509              | |
| 303 | ja   | Datei hochladen                                                              | Stöckli/Speicher (1761)                               | G   | Laugnen 2b 593892 / 217490             | |
| 304 | ja   | Datei hochladen                                                              | Ehemaliges Stöckli (1909–1912)                        | G   | Laugnen 1 593910 / 217507              | |
| 320 | ja   | Datei hochladen                                                              | Mühle (1846)                                          | G   | Mühlackern 1 594186 / 217386           | |
| 427 | ja   | Datei hochladen                                                              | Ehemaliges Doppelbauernhaus (1794)                    | G   | Gäu 7 594503 / 217462                  | |
| 529 | ja   | Datei hochladen                                                              | Bauern- und Wohnhaus (um 1902)                        | G   | Hübeliweg 2 593910 / 217230            | |
| 549 | ja   | Datei hochladen                                                              | Bauernhaus (um 1800)                                  | G   | Scheunenbergstrasse 13 594272 / 216673 | |
| 668 | ja   | Datei hochladen                                                              | Bauernhaus (frühes 18. Jh.)                           | G   | Scheunenbergstrasse 19 594598 / 216222 | |
| 762 | ja   | Datei hochladen                                                              | Storchenscheune (1880)                                | G   | Dorfstrasse 29a 594063 / 217544        | |
| 872 | ja   | Datei hochladen                                                              | Stöckli (1896)                                        | G   | Hübeliweg 4 593887 / 217211            | |